# Красная Звезда (Татарстан)
 Красная Звезда  — деревня в Тетюшском районе Татарстана. Входит в состав Федоровского сельского поселения.

## География
Находится в юго-западной части Татарстана на расстоянии приблизительно 14 км на юго-запад по прямой от районного центра города Тетюши.

## История
Основана в 1920-х годах.

## Население
Постоянных жителей насчитывалось в 1926 — 42, в 1938—114, в 1949 году —120, в 1958 году — 256, в 1970 году — 151, в 1979 году — 136, в 1989 — 22. Постоянное население составляло 5 человек (чуваши 60 %, мордва 40 %) в 2002 году, 2 в 2010.